# Le Littré de la Grand'Côte
Le Littré de la Grand'Côte à l'usage de ceux qui veulent parler et écrire correctement est un ouvrage rédigé par l'écrivain lyonnais Clair Tisseur sous le pseudonyme de Nizier du Puitspelu. 
Il est publié en 1894 sous l'égide de l’Académie du Gourguillon, inquiète de la disparition du parler lyonnais. Il a été réédité depuis à plusieurs occasions.
Présenté comme un dictionnaire, il est considéré comme la bible du parler lyonnais et regroupe de nombreuses expressions et anecdotes cocasses.

## Éditions
Publié pour la première fois en 1894 par l'Académie du Gourguillon, il a été réimprimé en 1903. Il a été réédité ensuite en 1980 par les éditions Jean Honoré, en 2000, par les Éditions lyonnaises d'art et d'histoire, en 2002, par les éditions Elah, et en 2013, par les Éditions Princesses.

## Texte intégral en ligne
- Le Littré de la Grand’Côte (3e édition), Lyon, 1903  (Wikisource)